# Țînțăreni, Anenii Noi
Țînțăreni este un sat în raionul Anenii Noi, Republica Moldova, reședința comunei cu același nume.
Satul are o suprafață de circa 1,60 kilometri pătrați, cu un perimetru de 5,30 km. Este situat la o distanță de 10 km de orașul Anenii Noi și la 33 km de Chișinău. Prima atestare a satului Țînțăreni a fost în 1659 (cu numele de Luțeni).

## Demografie
<div class="transborder" style="position:absolute;width:100px;line-height:0;

<div class="transborder" style="position:absolute;width:100px;line-height:0;
Structură etnică
     moldoveni (96,41%)
     ucraineni (1,33%)
     ruși (0,7%)
     găgăuzi (0,03%)
     români (0,56%)
     țigani (0,77%)
     alte etnii / nedeclarată (0,2%)
Conform datelor recensământului din 2004, populația satului este de 2.867 locuitori, dintre care 1.401 (48,87%) bărbați și 1.466 (51,13%) femei. Structura etnică a populației în cadrul satului arată astfel:
- moldoveni — 2.764;
- ucraineni — 38;
- ruși — 20;
- găgăuzi — 1;
- români — 16;
- țigani — 22;
- altele / nedeclarată — 6.